# Гвинтівка Пібоді-Мартіні
Гвинтівка Пібоді-Мартіні — позначення сімейства армійських гвинтівок, похідних від моделі, яка виготовлялась у США в 1869—1871 роках фірмою Пібоді. Гвинтівка продавалася арміям декількох держав і приватним особам. Різні модифікації, зокрема, Мартіні-Генрі, вироблялися в багатьох країнах світу і використовувалися аж до Першої світової війни, і епізодично навіть у другій половині XX століття. Крім військового застосування гвинтівку використовували замість великокаліберного штуцера для полювання на особливо великих тварин, наприклад, ведмедів.

## Конструкція
Гвинтівка однозарядна, її ложе зроблено з якісного американського горіха. Цівка мала довжину 750 мм, у неї через поздовжній паз поміщався сталевий шомпол довжиною 806 мм. Приклад зміцнювався сталевим потиличником з ромбоподібною насічкою. Він був забезпечений антабкою, яка вгвинчувалася в дерево приклада, і клямкою важеля відмикання затвора. Затвор приводився в дію нижнім важелем, що забезпечував відкриття-закриття затвора, взвод ударника, витяг а також викид гільзи з гвинтівки за допомогою ежектора. Калібр гвинтівки — 11,43 мм, довжина ствола — 840 мм, загальна довжина — 1250 мм. Вага без багнета — 3800 г, крок — 560 мм, швидкострільність — 10 пострілів/хв. Система нарізів — 7 нарізів Генрі.
Приціл відкритий, поступово-рамковий, цілик для стрільби на малі відстані широкої, сідлоподібної форми, для більш точної, далекої стрільби, є пересувний хомутик з маленьким прорізом трикутного перетину, мушка теж трикутного перетину. Власне ствол круглої форми, міцно угвинчений в ствольну коробку, кріпиться до цівки двома розсувними на гвинтах кільцями зі сталі. Поперечні сталеві штифти круглого перетину використовуються для запобігання зсуву кілець. Передня антабка розташована на передньому кільці, а додаткова — у передній частині спускової скоби. Обидві антабки мають ширину 45 мм. Спусковий гачок зі спеціальними насічками для підвищення чутливості пальця, спуск м'який, без попередження, вільного ходу не має. Після того, як патрон поміщений в ствол, необхідно закрити затвор, при цьому тримати натиснутим спусковий гачок. Потім для моментального взводу потрібно лише пересмикнути важіль взводу. Набій при цьому не викидається. Після пострілу гільза викидається нагору-назад при опусканні нижнього важеля. Приклад добре прикріплений до ствольної коробки стяжним гвинтом. Стяжний гвинт, що утримує його, закритий важким литим потиличником, що кріпиться до дерева приклада двома гвинтами.

## Набої
- .577/450 Boxer-Henry
- .577/450 Martini–Henry
- .303 British
- 11.43x55 R (Турецький)
- 11.43x59 R (Румунський)

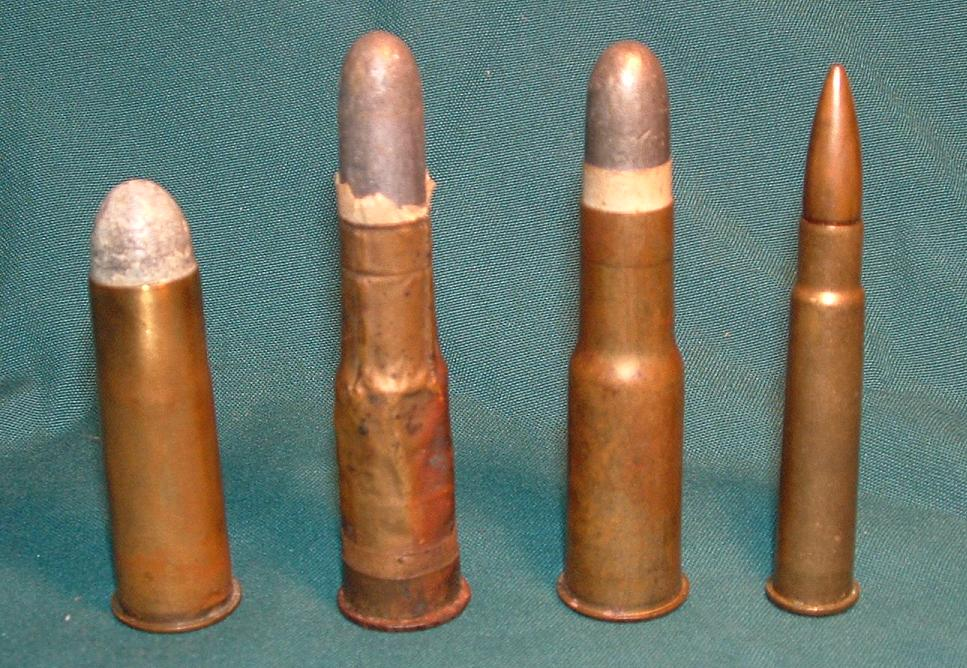
Зліва направо:.577 Snider (Снайдер-Енфілд), .577/450 Martini-Henry епохи прокату латунної фольги, .577/450 Martini–Henry з литою латунною гільзою (Пібоді-Мартіні) та .303 British Mk VII (Lee-Metford/Lee-Enfield).

- 7,65 × 53 мм Argentino (Турецький)

Підходять набої .450 Turkish Peabody, .45 Peabody-Martini і 11.43 х 55R mm Turkish. Вони з латунною, суцільнотягненою гільзою пляшкової форми. Довжина гільзи — 58,42 мм, довжина набою — 79,25 мм, діаметр по закраїні — 16,97 мм, діаметр гільзи в основі — 14,78 мм, діаметр плічок — 14,78 мм, діаметр шийки — 12,04 мм, вага порохового заряду — 5,18 г, діаметр кулі — 11,35 мм, її вага — 31,49 г.
Власне куля безоболонкова, свинцева, із закругленою голівкою, обертається в промаслений папір для обтюрації, оскільки її діаметр менше діаметра ствола. Для спорядження набою застосовується просальник. Обгортання кулі промасленим папером і застосування просальника призначалися для зменшення тертя а також попередження надмірного свинцювання ствола і поліпшення обтюрації. Порох був димним. Набій .45 Peabody-Martini, вироблений в США, був набагато кращим і мав хорошу дальність бою, купчастість і балістику.

## Модифікації
- Гвинтівка/карабін Мартіні-Генрі
- Дробовик Greener
- Гвинтівка Мартіні-Маузер зразка 1908

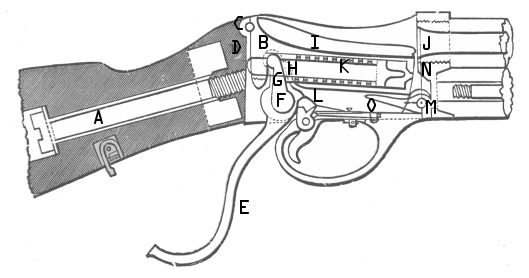
Затвор гвинтівки Мартіні-Генрі

### Британська імперія
У Британській імперії поєднали запірний механізм Пібоді, вдосконалений ударний механізм швейцарського інженера Мартіні і полігональну нарізку ствола Генрі. Нова гвинтівка отримала назву Мартіні-Генрі. Всього було виготовлено до мільйона примірників чотирьох серій Mk I—IV, які перебували на службі в різних частинах Британської імперії більше 30 років, аж до кінця Першої світової війни. У другій половині XX століття гвинтівки Мартіні-Генрі виявлялися у афганських моджахедів під час Афганської війни.
Випускалися карабіни і навчальні моделі. Переробка гвинтівки зі стволом Lee-Metford отримала назву Мартіні-Метфорд, а зі стволом від гвинтівки Lee-Enfield — Мартіні-Енфілд.

### Османська імперія
Перші партії гвинтівок Мартіні-Генрі спрямовувалися виключно на постачання британської армії, тому, зацікавлена в сучасному озброєнні, Османська імперія замовила гвинтівки оригінальної моделі Пібоді в США. Гвинтівка застосовувалася проти російських військ у російсько-турецькій війні (1877—1878).
Перед Першою світовою війною виявилося, що на складах зберігається безліч гвинтівок Пібоді, але для них не вистачає набоїв, тоді як набоїв Маузера 7,65×53 мм було в надлишку. Турецький уряд розпорядився замінити стволи на відповідні. Перероблена гвинтівка, відома як Мартіні-Маузер 1908 року, мала гарний бій і швидкострільність. Фатальним недоліком була живучість: набої бездимного пороху були дуже потужними і ствольна коробка приходила в непридатність після декількох сотень пострілів.

## Оператори
- США
- Велика Британія
- Османська імперія
- Емірат Афганістан
- Румунське королівство

## У кінематографі
- Фігурує як основна гвинтівка британських солдатів у фільмі Чотири пера.
- Добре відображено роль гвинтівки у фільмі Зулуси.